# Bataille de Las Salinas

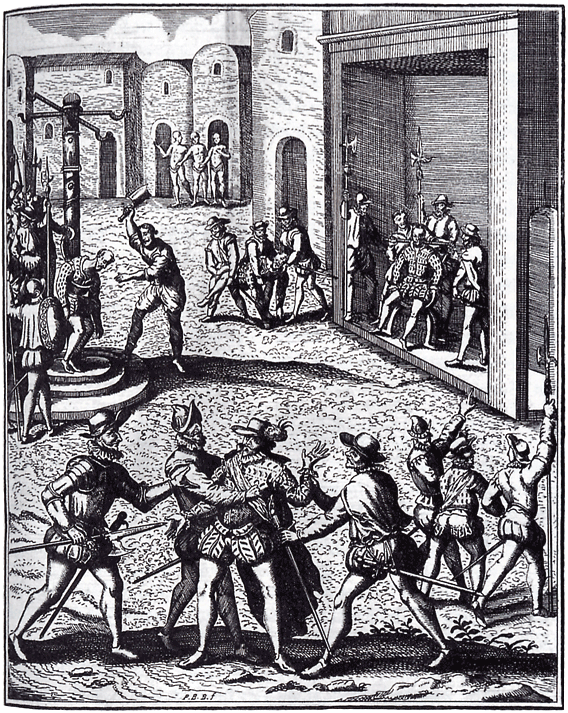
Mort d'Almagro. Œuvre idéalisée de De Bry

La Bataille de las Salinas (en français bataille des salines) opposa le 26 avril 1538 au Pérou les troupes d'Hernando et Gonzalo Pizarro à celles de Diego de Almagro.

## La bataille
Elle se déroula près des anciennes salines de Cachipampa à 5 km au sud de la ville de Cuzco entre deux partis rivaux de conquistadores. Le lieutenant d'Almagro, Rodrigo Orgóñez (es), ainsi que Gonzalo Calvo de Barrientos (es), trouvèrent la mort sur le champ de bataille. Almagro fut fait prisonnier et exécuté par la peine du garrot le 8 juillet 1538.